# Vidusha Lakshani
H.D. (Heenatimullage Dona) Vidusha Lakshani (née le 28 décembre 1996 à Negombo) est une athlète sri-lankaise, spécialiste du triple saut.

## Carrière
Elle détient le record national en 13,64 m.
Elle est médaillée d'argent aux Jeux d'Asie du Sud de 2016 et est médaillée de bronze aux Championnats d'Asie juniors d'athlétisme 2014 et aux Championnats d'Asie d'athlétisme 2019.